# Comes with the Fall
Comes with the Fall — американская рок-группа из Атланты, штат Джорджия, образованная в 1999 году. С 2001 года в её состав входили Уильям Дюваль (ведущий вокал, гитара), Адам Стэнджер (бас) и Беван Дэвис (ударные, ударные). Нико Константин был вторым гитаристом группы вплоть до своего ухода в 2001 году. Музыканты выступали вместе с Джерри Кантреллом во время тура в поддержку его сольного альбома Degradation Trip в 2002 году. В 2006 году Дюваль присоединился к Alice in Chains качестве вокалиста и гитариста.
Comes with the Fall выпустили три студийных альбома — Comes with the Fall (2000), The Year is One (2001) и Beyond the Last Light (2007), а также мини-альбом The Reckoning (2006) и концертный альбом Live 2002 (2002).

## История

### Comes with the Fall(2000)
В 1996 году Уильям Дюваль вместе с гитаристом Нико Константином, басистом Джеффри Блаунтом и барабанщиком Беваном Дэвисом основал глэм-поповую группу Madfly в Атланте, штат Джорджия. После выхода двух альбомов, Get the Silver и White Hot in the Black, в 1999 году группа сменила название на Comes the Fall, которое было взято из фильма «Ребёнок Розмари». Вместе с этим Джеффри Блаунта заменил бас-гитарист Адам Стэнджер. Дюваль сравнивал звучание группы с «Джеффом Бакли, которого преследует Black Sabbath».
Через год группа записала свой одноименный альбом, после чего переехала в Лос-Анджелес, штат Калифорния. По словам музыкантов, в Атланте группа отыграла практически во всех клубах и не нашла инфраструктуры и поддержки для дальнейшего развития. Через месяц после переезд Comes with the Fall в Лос-Анджелес, гитарист Alice in Chains Джерри Кантрелл, которому нравилась группа, присоединился к ним на сцене во время нескольких концертов. Дебютный альбом был выпущен в том же году на лейбле Дюваля DVL.

### The Year is One(2001)
К 2001 году Константин покинул группу, чтобы основать собственный коллектив Program the Dead, а Comes with the Fall были выбраны в качестве разогрева для сольного тура Джерри Кантрелла. Когда коллеги по группе Кантрелла басист Роберт Трухильо и барабанщик Майк Бордин оказались недоступны для концертов, он пригласил Стэнджера и Дэвиса выступить в качестве сессионных музыкантов. Они гастролировали с Кантреллом в течение 2001 года.
The Year is One, второй альбом группы, был выпущен в конце 2001 года и получил положительные отзывы. В следующем году Comes with the Fall выступали на разогреве у Джерри Кантрелла во время концертного тура в поддержку Degradation Trip, второго сольного альбома гитариста. Перед началом турне, 20 апреля 2002 года вокалист Alice in Chains Лэйн Стейли был найден мёртвым в своем кондоминиуме от передозировки наркотиков. Comes with the Fall, выступали с Кантреллом в течение 2002 года. В том же году они выпустили концертный альбом под названием Live 2002.
В 2003 году Comes with the Fall гастролировали с группой Dropsonic. Во время тура Дэвис покинул группу, чтобы присоединиться к Danzig. Его подменил барабанщик Брайан Хантер, выступавший с обеими группами — Dropsonic и Comes with the Fall. Хотя Дэвис был объявлен официальным членом Danzig, он оставался в составе Comes with the Fall, так как Дюваль утверждал, что его отъезд был временным. Группа выпустила концертный DVD Live Underground 2002 ближе к концу года и собиралась записать и выпустить новый альбом.
В 2004 году Дэвис записал с Danzig альбом Cirlcle of Shakes. В следующем году он вместе с Эриком Довером присоединился к кавер-группе Джерри Кантрелла и Билли Даффи Cardboard Vampyres, а затем стал участником группы Патрика Лахмана The Mercy Clinic.

### Beyond the Last Light(2007)
В ноябре 2005 года Дюваль заявил, что Comes with the Fall завершили работу над новым альбомом с рабочим названием Beyond the Last Light, и надеялся выпустить его в январе 2006 года. Песни с альбома были доступны на странице группы в MySpace в феврале 2006 года, то время как Дюваль вместе с другими приглашёнными вокалистами выступали с Alice in Chains, которые воссоединились с благотворительным концертом для жертв цунами в Индийском океане. Дюваль исполнил песню «Rooster» вместе с Энн Уилсон из Heart.
Когда в 2006 году Alice in Chains отправились в концертный тур в память о Лэйне Стейли, Дюваля пригласили выступить в качестве фронтмена. В это время Comes with the Fall выпустили EP The Reckoning.
В феврале 2007 года группа объявила о концертном туре, последнем за последние три с половиной года, представив материал с EP, а также свой неизданный альбом. В том же году они выпустили Beyond the Last Light, который получил положительные отзывы критиков. В том же году Дюваль продолжал выступать с Alice in Chains во время тура с Velvet Revolver, в то время как Дэвис временно присоединился к Static-X, заменив травмированного барабанщика Ника Оширо, а также подменял Бенни Кансино из Invitro во время концертов Family Values Tour. В свою очередь, Стэнджер выступал с The Young Royal. Так как все участники группы принимали участие в сторонних проектах, Comes with the Fall фактически приостановили существование.
К 2008 году Дюваль стал официальным участником Alice in Chains. 29 сентября 2009 года вышел Black Gives Way to Blue, четвёртый альбом группы, первая студийная запись со времён релиза Alice in Chains в 1995 году.

## Участники группы
- Уильям Дюваль — ведущий вокал, гитара
- Адам Стэнджер — бас
- Беван Дэвис — ударные, перкуссия

Бывшие участники
- Нико Константин — гитара (1999–2001)

Концертные музыканты
- Брайан Хантер — барабаны (2003)

## Дискография
Студийные альбомы
- Comes with the Fall (2000)
- The Year is One (2001)
- Beyond the Last Light (2007)

Мини-альбомы
- The Reckoning (2006)

Концертные альбомы
- Live 2002 (2002)

## Видеография
| Дата выхода | Название              | Лейбл |
| ----------- | --------------------- | ----- |
| 2003        | Live Underground 2002 | DVL   |